# Triclistus warmi
Triclistus warmi – gatunek błonkówki z rodziny gąsienicznikowatych i podrodziny Metopiinae.
Gatunek ten został opisany w 2013 roku przez Mabel Alverado i Alexandra Rodrigueza-Berrio na podstawie pojedynczej samicy, odłowionej w 2007 roku. Epitet gatunkowy oznacza „kobietę” w języku keczua.
Błonkówki te mają głowę czarną z żółtawobrązowymi narządami gębowymi i spodami nasadowych członów biczyka czułków oraz brązowymi wierzchami czułków. Biczyk czułka składa się z 22 członów, z których drugi jest 2 razy dłuższy niż szeroki. W widoku grzbietowym głowę charakteryzują lekko opadające policzki. Powierzchnia policzków jest w większości punktowana. Nasadowa część twarzy jest płaska. Nadustek ma prostą krawędź. Warga górna jest niewidoczna przy zamkniętych żuwaczkach. Długość powierzchni malarnej wynosi 0,8 szerokości nasady żuwaczki. Mezosoma jest czarna z żółtawobrązowymi tegulami, w większości gładka, błyszcząca i punktowana. Tarcza śródplecza jest lekko wypukła. Pozatułów jest dość długi, w widoku bocznym lekko opadający z przodu i zaokrąglony ku dołowi z tyłu. Listewki: poprzeczna i podłużne środkowo-boczne pozatułowia są w pełni wykształcone. Tylna listewka poprzeczna jest łączy się pod kątami ostrymi z podłużnymi środkowo-bocznymi. Skrzydła są przezroczyste, z brązowymi pterostygmami. Te przedniej pary mają 3,5 mm długości i wyposażone są w żyłkę 3rs-m (trzecią żyłkę poprzeczną łączącą sektor radialny i żyłkę medialną). Charakterystyczną cechą ich użyłkowania jest sekcja (abcissa) żyłki 2rs-m między żyłkami Rs+2r a 3rs-m w połowie tak długa jak sekcja (abcissa) żyłki 2rs-m między żyłkami 3rs-m a 1m-cu. Odnóża są rudobrązowe z brązowymi wierzchami tylnych ud. Metasoma jest czarna z rudobrązowymi wierzchołkami tergitów. Pierwszy jej tergit ma listewki środkowo-boczne do 0,4 jego długości, a długość drugiego jej tergitu wynosi 0,9 jego szerokości.
Owad neotropikalny, endemiczny dla Peru, znany tylko z lokalizacji typowej: San Pedro w Valle de Qosñipata, w regionie Cuzco, na wysokości: 1520 m n.p.m.